# Adbury
Adbury – wieś w Anglii, w hrabstwie Hampshire, w dystrykcie Basingstoke and Deane. Leży 35 km na północ od miasta Winchester i 84 km na zachód od Londynu.